# Power Metal
| 전문가 평가 | 전문가 평가 |
| 평가 점수   | 평가 점수   |
| 출처        | 점수        |
| ----------- | ----------- |
| AllMusic    | [ 4 ]       |

《Power Metal》은 1988년 6월 24일, 메탈 매직 레코드를 통해 발매된 미국의 헤비 메탈 밴드 판테라의 네 번째 스튜디오 음반이다. 이 음반은 2003년 밴드 해체 전까지 지속될 판테라의 가장 잘 알려진 라인업의 일환으로 필 안젤모가 리드 보컬로 참여한 최초의 판테라 음반이다.
이 음반은 더 무거운 방향으로의 전환을 알리는 신호탄으로, 밴드의 오리지널 글램 메탈 스타일과 후속 작업의 더 무거운 그루브 메탈 사운드 사이의 "브리지"로 묘사되어 왔다. 이 음반에는 밴드의 이전 발매의 요소를 그대로 유지하면서 속도와 스래시 메탈의 영향을 담고 있다. 음반의 사운드는 종종 주다스 프리스트의 사운드, 특히 안젤모의 보컬과 롭 핼퍼드의 사운드와 비교되기도 한다.

## 배경
1985년 10월, 판테라는 테리 글레이즈가 보컬로 참여한 마지막 음반인 《I Am the Night》를 발매했다. 하지만 1986년 6월, 글레이즈와 밴드 멤버들 사이에 긴장이 고조되었다. 그는 2주 전에 긴장이 해소되기를 바랐지만 그 후 갑자기 결별했다. 밴드는 1986년 7월 24~25일 로스앤젤레스에서 공연할 예정이었기 때문에 후임 가수를 위한 오디션을 열었다. 1986년 10월까지 밴드에서 짧은 임기를 보낸 맷 로모어, 릭 미디아신, 데이비드 피콕 등 수많은 가수들이 오디션에 참가했다. 당시 판테라는 글레이즈뿐만 아니라 단명했던 세 명의 가수 모두와 함께 곡을 작곡하고 작업하기 시작했지만 드럼, 기타, 베이스 트랙만 완전히 채워졌다. 여전히 그룹의 더 무거운 스타일에 맞는 가수가 절실했던 뉴올리언스 출신 필 안젤모는 길에서 만난 적이 있는 필 안젤모가 음반 녹음에 참여하여 밴드에 첫 모습을 드러냈다. 안젤모의 보컬 투어 날짜가 가장 먼저 알려진 것은 1986년 11월 25일, 텍사스주 포트워스에서였다. 2003년 11월, 해체되기 전까지는 이 밴드에서 가장 잘 알려진 라인업이었다.

## 곡 목록
모든 곡들은 특별한 언급이 없는 한 다임백 대럴, 비니 폴, 필 안젤모 그리고 렉스 브라운에 의해 작사/작곡하였다.
| #   | 제목                 | 작사·작곡                       | 재생 시간 |
| --- | -------------------- | ------------------------------- | --------- |
| 1.  | 〈Rock the World〉   |                                 | 3:34      |
| 2.  | 〈Power Metal〉      |                                 | 3:53      |
| 3.  | 〈We'll Meet Again〉 |                                 | 3:54      |
| 4.  | 〈Over and Out〉     |                                 | 5:06      |
| 5.  | 〈Proud to Be Loud〉 | 마크 페레리                     | 4:02      |
| 6.  | 〈Down Below〉       | 대럴, 테리 글레이즈, 폴, 브라운 | 2:49      |
| 7.  | 〈Death Trap〉       |                                 | 4:07      |
| 8.  | 〈Hard Ride〉        |                                 | 4:16      |
| 9.  | 〈Burnnn!〉          |                                 | 3:35      |
| 10. | 〈P*S*T*88〉         | 대럴, 폴, 브라운                | 2:51      |